# Resende (Portogallo)
Resende (ʁɛ'zẽd(ɨ)) è un comune portoghese di 12 370 abitanti situato nel distretto di Viseu.

## Società

### Evoluzione demografica
| Popolazione di Resende (1801 – 2004) | Popolazione di Resende (1801 – 2004) | Popolazione di Resende (1801 – 2004) | Popolazione di Resende (1801 – 2004) | Popolazione di Resende (1801 – 2004) | Popolazione di Resende (1801 – 2004) | Popolazione di Resende (1801 – 2004) | Popolazione di Resende (1801 – 2004) | Popolazione di Resende (1801 – 2004) |
| ------------------------------------ | ------------------------------------ | ------------------------------------ | ------------------------------------ | ------------------------------------ | ------------------------------------ | ------------------------------------ | ------------------------------------ | ------------------------------------ |
| 1801                                 | 1849                                 | 1900                                 | 1930                                 | 1960                                 | 1981                                 | 1991                                 | 2001                                 | 2004                                 |
| 4128                                 | 3506                                 | 19334                                | 21894                                | 20226                                | 15356                                | 13675                                | 12370                                | 11978                                |

## Freguesias
- Anreade e São Romão de Aregos
- Barrô
- Cárquere
- Felgueiras e Feirão
- Freigil e Miomães
- Ovadas e Panchorra
- Paus
- Resende
- São Cipriano
- São João de Fontoura
- São Martinho de Mouros